# Levon Shant
Levon Shant (in armeno Լեւոն Շանթ; Costantinopoli, 6 aprile 1869 – Beirut, 29 novembre 1951) è stato un drammaturgo, romanziere e poeta armeno.

## Biografia
Nacque come Levon Nahashbedian, in seguito cambiò il nome in Levon Seghposian e infine in Levon Shant. La sua opera intellettuale legata alla diaspora armena in Libano, lo portò a fondare la Hamazkayin National Cultural Foundation. È stato un membro permanente della Federazione Rivoluzionaria Armena e dell'omonimo comitato Shant Student Association legato allo stesso partito politico.

## La formazione
Ha frequentato la scuola armena a (Uskudar) fino al 1884 e poi si è trasferito nel seminario Gevorgian a Echmiadzin dove rimase fino al 1891. 
Tornò a Costantinopoli per insegnare e condurre la propria attività di scrittore. Con la sua prima opera letteraria fu accettato nella redazione del "Daily Hairenik" nel 1891.
Partì per la Germania nel 1893 per sei anni dove studiò scienza, psicologia infantile, e pedagogia, letteratura e storia nelle Università di Lipsia, Jena e Monaco di Baviera. 
In seguito tornò a Costantinopoli, dove continuò a lavorare come insegnante qui ebbe contatti e familiarità con molti intellettuali armeni della sua epoca come Padre Komitas, Daniel Varujan, Hrand Nazariantz, Ruben Sevak e tanti altri. 
Come autore, diventò famoso per i suoi drammi. È stato uno dei vicepresidenti del Parlamento Armeno durante la Prima Repubblica e ha guidato una delegazione a Mosca nell'aprile del 1920 per negoziare con il regime comunista.

## Maturità ed esilio
Lasciò l'Armenia dopo l'inizio del regime sovietico nel 1921 e si stabilì a Parigi, in seguito al Cairo, e, infine, a Beirut. 
È stato uno dei fondatori dell’Associazione Culturale Hamazka al Cairo nel 1928. L'anno successivo, egli fu il principale fondatore del Collegio Nshan Palandji Djemar di Beirut che diresse dal 1929 fino alla morte. 
Fu uno dei molti autori vietati durante il regime comunista in Armenia per le sue opinioni politiche, ma un suo volume di scritti teatrali fu eccezionalmente pubblicato in Unione Sovietica nel 1968, è considerato da molti come il più grande drammaturgo armeno. Levon Shant fu Tradotto in Italiano, tedesco, italiano, francese e russo.

## Opere
- «Եսի մարդը», 1901
- «Ուրիշի համար», 1903
- «Ճամբուն վրայ», 1904
- «Հին աստուածներ», 1908
- «Ինկած բերդի իշխանուհին»
- «Կայսրը», 1916

## Saggi critici
- Agop J. Hacikyan, "The Heritage of Armenian Literature", vol. III, Detroit, ISBN 0814332218, p. 642. (eds.) (2005)